# Bataille de La Bisbal
Guerre d'indépendance espagnole
Batailles
- Valls (1re)
- 2e Molins de Rei (03-1809) (ca)
- Gérone
- Alcañiz
- María-Belchite
- Mollet
- Vich
- Villafranca (2e)
- Lérida
- Mequinenza
- La Bisbal
- Tortose
- Valls (2e)
- Tarragone (1er)
- Montserrat
- Sagonte
- Valence
- Castalla (1er)
- Castalla (2e)
- Tarragone (2e)
- Ordal

La bataille de La Bisbal se déroule le 14 septembre 1810 à La Bisbal d'Empordà, pendant la guerre d'Espagne. Elle oppose une brigade française commandée par le général François Xavier de Schwarz à l'armée espagnole du général Enrique José O'Donnell soutenue par l'escadre du capitaine britannique Francis William Fane. L'affrontement se solde par une victoire anglo-espagnole. 
Dans le cadre des événements préliminaires au siège de Tortose par les Français de décembre 1810 à janvier 1811, le maréchal Macdonald, commandant en chef l'armée de Catalogne, reçoit l'ordre de soutenir le général Suchet qui s'apprête à attaquer la ville. Tandis que le duc de Tarente fait route au sud de la Catalogne, le général espagnol O'Donnell en profite pour attaquer au nord afin de détourner l'attention de Macdonald.
La brigade du général François Xavier de Schwarz, faisant partie de la division Rouyer et composée de soldats de la confédération du Rhin, est surprise par les Alliés à La Bisbal d'Empordà et est presque entièrement détruite. Schwarz et la plupart de ses hommes sont faits prisonniers tandis que les Anglo-Espagnols ne subissent que des pertes légères, parmi lesquelles le général O'Donnell blessé au pied durant la bataille. 
Si ce brillant succès allié n'est pas suffisant pour distraire Macdonald du siège de Tortose, des difficultés logistiques contraignent finalement le maréchal à se retirer au nord de la Catalogne.

## Contexte

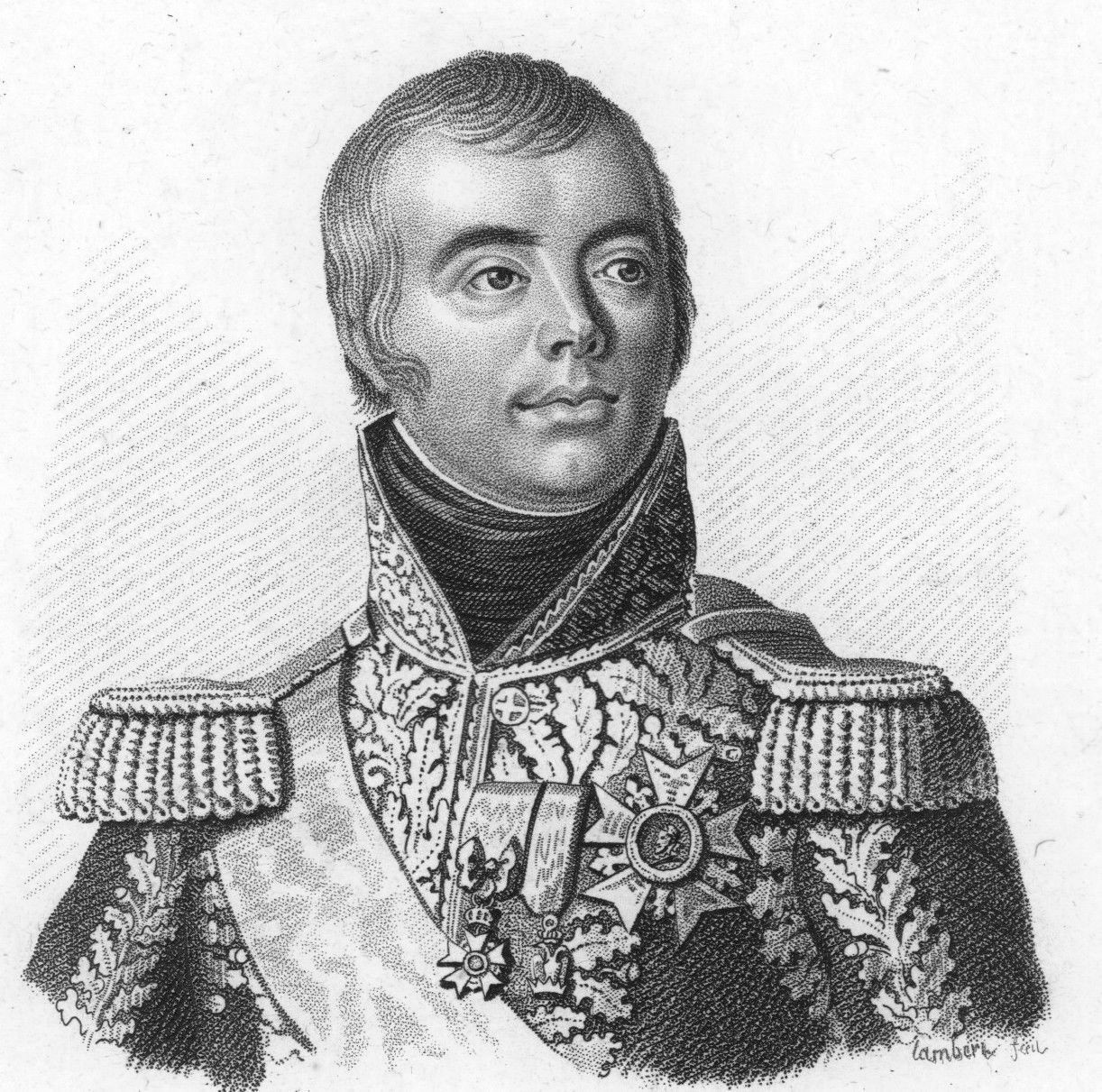
Le maréchal Étienne Macdonald, duc de Tarente et commandant en chef l'armée de Catalogne.

En juin 1810, le maréchal Pierre Augereau est remplacé à la tête du 7e corps par le maréchal Étienne Macdonald. Les instructions que ce dernier a reçu de l'Empereur lui prescrivent de se diriger vers Tarragone tandis que le 3e corps commandé par le général Louis-Gabriel Suchet, qui s'est emparé de Lérida et de Mequinenza quelque temps auparavant, doit assiéger Tortose.
Implantée sur le fleuve Èbre, la ville de Tortose se situe sur l'axe principal reliant la Catalogne à Valence. Napoléon espère ainsi que la chute de la place entraînera une rupture des lignes de communications entre les deux provinces. Les opérations des armées françaises sont cependant contrariées par la guérilla qui oblige Suchet à se maintenir un temps en Aragon. De son côté, Macdonald, faisant face à une importante pénurie de matériel, tente de reconstituer ses dépôts avec des fournitures venant de France, si bien qu'il faut attendre le mois d'août pour que chaque commandant français soit en mesure d'appliquer la stratégie de l'Empereur. Macdonald se met alors en marche avec 16 000 hommes vers le sud de la Catalogne afin de soutenir les efforts de Suchet contre Tortose. Le maréchal laisse dans Barcelone le général Baraguey d'Hilliers avec une garnison de 10 000 soldats et affecte 18 000 hommes supplémentaires à la défense des places et à la surveillance des lignes de communications avec la France.
De son côté, le capitaine-général Enrique José O'Donnell, commandant l'armée espagnole de Catalogne, se décide à agir contre les Français. Ses effectifs étant trop faibles pour lui permettre d'affronter Macdonald en rase campagne, O'Donnell se résout à attaquer les troupes impériales au nord de la région. Ce faisant, il espère capter l'attention du maréchal et le détourner de sa marche vers Tarragone et Tortose. Laissant à Tarragone les divisions Courten, Sarsfield et Eroles, O'Donnell prend la tête de la division Campoverde avec laquelle il entreprend de contourner Barcelone, pourvue d'une forte garnison, et d'attaquer la division allemande du général Marie François Rouyer qui occupe la zone entre Gérone et Palamós, sur la côte méditerranéenne. Simultanément, une flottille alliée fait voile vers le nord avec à son bord les 500 fantassins britannique du colonel Charles William Doyle. Elle est composée du HMS Cambrian et de la frégate espagnole Diana, le tout sous le commandement du capitaine Francis William Fane, du Cambrian. Au début du mois de septembre, échappant à la vigilance des garnisons françaises de Barcelone, Hostalric et Gérone, O'Donnell pénètre en Catalogne sans avoir été repéré.

## Déroulement de la bataille

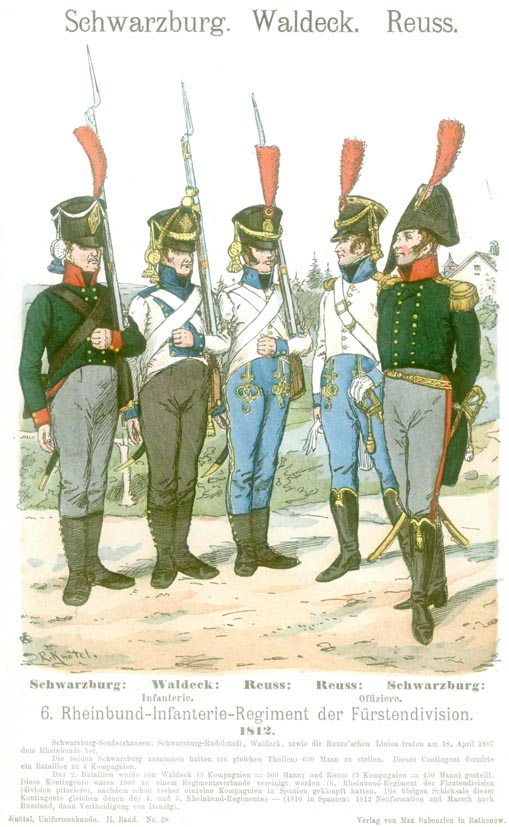
Officiers et soldats du 6e régiment de la confédération du Rhin, 1812. Planche de Richard Knötel.

Un premier accrochage a lieu le 10 septembre entre l'escadre de Fane et les positions françaises. Un contingent britannique débarque à Begur et capture 50 soldats français ainsi qu'une batterie d'artillerie côtière. Informé de ce coup de main, le général François Xavier de Schwarz ordonne aux unités placées le long des côtes de consolider leurs défenses. Lui-même a sous ses ordres une brigade d'infanterie composée de deux bataillons des 5e et 6e régiments de la confédération du Rhin, soit 1 700 hommes et 18 pièces d'artillerie. Schwarz conserve 800 hommes à son quartier-général de La Bisbal d'Empordà et envoie le reste de la brigade défendre Begur, Calonge, Palamós et Sant Feliu de Guíxols. O'Donnell, qui a réussi à passer inaperçu, arrive sur ces entrefaites au village de Vidreres le 13 septembre avec 6 000 fantassins et 400 cavaliers. L'historien Digby Smith évalue quant à lui l'effectif des troupes espagnoles à 6 600 hommes, comprenant notamment le régiment suisse Kayser, les dragons Numancia et des unités de miquelets.

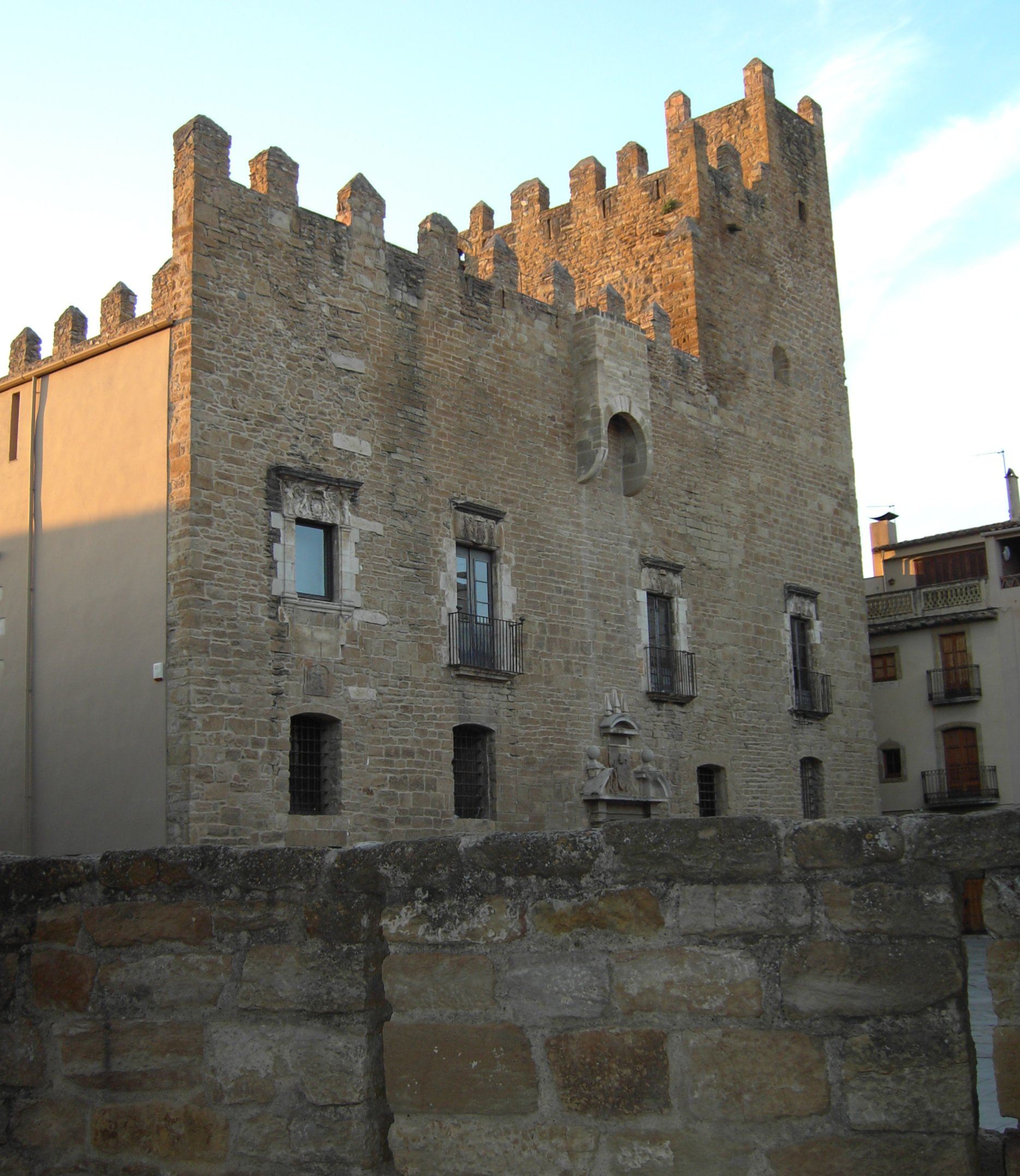
Vue du château de La Bisbal en 2005.

Dans la matinée du 14 septembre 1810, O'Donnell, fort d'une supériorité numérique écrasante, attaque La Bisbal et disperse les postes français. Schwarz alerte alors les détachements partis la veille et leur ordonne de rejoindre immédiatement ses forces. Peu après, le village est encerclé et les Français se retranchent dans un vieux château, dominé par une colline située à proximité et par le clocher de l'église. Des tireurs embusqués s'y installent et parviennent à abattre plusieurs soldats allemands au cours de la journée. Schwarz tient jusqu'au soir avant de capituler à la vue de l'imminence d'un assaut espagnol. Les pertes essuyées par ses troupes attestent d'une résistance peu sérieuse : seuls un officier et quatre hommes sont tués et trois officiers et seize soldats sont blessés.
Pendant que se déroulent le combat de La Bisbal, les autres contingents de la brigade Schwarz sont vaincus les uns après les autres. Le corps expéditionnaire britannique commandé par Fane et Doyle débarque à Palamós et s'empare de la ville, alors que les hommes du colonel Aldea occupent Calonge et que le village de Sant Feliu tombe aux mains des Espagnols du colonel Fleires. Le général Rouyer, harcelé dans Gérone par les bandes de miquelets, ne peut se porter au secours de Schwarz. Ce dernier est capturé avec deux colonels, 56 officiers, 1 183 hommes et 17 canons, pour un total de 1 242 prisonniers. La brigade allemande a perdu en outre 400 tués ou blessés environ. Les pertes anglo-espagnoles ne sont pas connues avec précision mais sont probablement limitées. Le général O'Donnell, grièvement blessé au pied à La Bisbal, est évacué vers Tarragone à bord de l'escadre de Fane avec les prisonniers allemands.
Schwarz reste prisonnier jusqu'à l'abdication de Napoléon en 1814. Quant à O'Donnell, sa blessure s'infecte et il frôle la mort avant d'être envoyé au repos à Majorque. En attendant sa guérison, le haut commandement de la Catalogne est confié au lieutenant-général Miguel Iranzo, qui n'a pas la compétence de son prédécesseur. O'Donnell sera plus tard fait comte de La Bisbal.

## Conséquences
Succédant à O'Donnell à la tête des troupes espagnoles, le marquis de Campoverde se dirige vers le nord de la Catalogne avant que Rouyer ou Baraguey d'Hilliers ne puissent réagir. Il occupe Puigcerdà en Cerdagne, franchit les Pyrénées et pénètre sur le territoire français. Les Espagnols font le coup de feu contre la garnison de Mont-Louis et rançonnent plusieurs villages français, puis, retraversant la frontière, se dirigent vers la vallée de la Sègre et prennent position à Calaf et Cardona.
Isolé du nord de la Catalogne par la guérilla, Macdonald n'est informé du désastre de La Bisbal que trois semaines plus tard. Il décide néanmoins de continuer à soutenir le corps de Suchet, réduisant à néant l'objectif escompté par O'Donnell. Ayant appris que Campoverde a fait mouvement sur Cardona, Macdonald détache deux brigades françaises et deux brigades italiennes pour l'intercepter. L'une des formations italiennes attaque les Espagnols le 18 octobre et est sévèrement battue. Macdonald s'inquiète à ce moment du sort de Barcelone, dont la faible garnison la place dans une position vulnérable, et décide de quitter Gérone afin de protéger ses convois de ravitaillement. Suchet, privé du soutien de Macdonald, ne peut entamer le siège de Tortose qu'à partir du 16 décembre 1810.